# Camptoprosopella xanthoptera
Camptoprosopella xanthoptera är en tvåvingeart som beskrevs av Friedrich Georg Hendel 1907. Camptoprosopella xanthoptera ingår i släktet Camptoprosopella och familjen lövflugor.
Artens utbredningsområde är Peru. Inga underarter finns listade i Catalogue of Life.